# The Courageous Heart of Irena Sendler
The Courageous Heart of Irena Sendler es una película realizada para la televisión por el programa Hallmark Hall of Fame en colaboración con la CBS y protagonizada por Anna Paquin (Irena Sendler) y Marcia Gay Harden (madre de Irena).

## Trama de la película
The Courageous Heart of Irena Sendler cuenta la historia de Irena Sendler, una trabajadora social del Departamento de Bienestar Social de Varsovia que durante la Segunda Guerra Mundial utilizó su trabajo para acceder al gueto de Varsovia y organizar a un grupo de personas para salvar a los niños judíos del gueto de los campos de concentración. 
Se calcula que salvó a más de 2500 niños sacándolos del gueto escondidos en bultos y entregándolos posteriormente a familias no perseguidas por los nazis para que los criaran como hijos propios, en aquellos casos en los que no encontraban una familia que se hiciese cargo de ellos los ocultaban en orfanatos o conventos. Irena apuntaba el nombre de todos los niños, así como su dirección actual y el nombre de sus familia biológica, con la esperanza de que una vez finalizada la guerra pudieran reunirse con sus familias. Todos los nombres y direcciones los escondió en un tarro que enterró en un jardín para que no pudieran ser encontrados.
En 1943, después de un año de trabajo, Irena fue descubierta cuando uno de sus colaboradores habló de ella a los nazis bajo tortura. Fue detenida, interrogada y torturada durante tres meses en la cárcel de Pawiak para que dijese quién más trabajaba con ella y donde se encontraban los niños, pero cuando se dieron cuenta de que no diría nada la condenaron a muerte. Antes de ser ejecutada los miembros de la Zegota, una organización de la resistencia, sobornaron a un oficial para que incluyese su nombre en una lista de prisioneros que ya habían sido ejecutados. 
Irena escapó y luchó durante el resto de la guerra dentro de las filas de la Zegota y fue la cabecilla de la Sección infantil de la Zegota del Consejo para la asistencia a los judíos.
La película termina con una conmovedora escena de la auténtica Irena Sendler rindiendo tributo a aquellas madres que tuvieron que desprenderse de sus propios hijos para que pudieran sobrevivir.

## Reparto
| Actor                | Personaje           |
| -------------------- | ------------------- |
| Anna Paquin          | Irena Sendler       |
| Marcia Gay Harden    | Janina Krzyżanowska |
| Goran Višnjić        | Stefan              |
| Nathaniel Parker     | Dr. Majkowski       |
| Michelle Dockery     | Ewa Rozenfeld       |
| Steve Speirs         | Piotr               |
| Iddo Goldberg        | Jakub Rozenfeld     |
| Paul Freeman         | Monsignor Godlewski |
| Danny Webb           | Trojan              |
| Krzysztof Pieczyński | Dr. Janusz Korczak  |
| Leigh Lawson         | Rabbi Rozenfeld     |
| Maja Ostaszewska     | Jadwiga             |
| Danuta Stenka        | Hannah Rozenfeld    |
| Olga Bołądź          | Zofia               |
| William Ellis        | Wiktor              |
| Rebecca Windheim     | Karolina Rozenfeld  |

## Irena Sendler
Irena fue una mujer de una profunda fe cristiana, lo cual la impulsó a luchar contra la injusticia que veía a su alrededor durante toda su vida.
Una vez finalizada la II Guerra Mundial. Irena Sendler intentó volver a su vida pero fue perseguida por el gobierno comunista por su afinidad con los miembros del gobierno polaco que se encontraban en el exilio y por su asociación con la reaccionaria Armia Krajowa. Nuevamente fue detenida, sufrió un aborto de su segundo hijo y se les negó a sus hijos el derecho de estudiar en universidades polacas.
Pese a los duros años que sufrió después de la guerra, las acciones de Irena empezaron a tener reconocimiento a partir de 1965 cuando la organización Yad Vashem de Jerusalén le otorgó el título de «Justo entre las naciones» y la nombraron ciudadana honoraria de Israel. En noviembre de 2003 el presidente de la República, Aleksander Kwasniewski, le otorgó la más alta distinción civil de Polonia: la Orden del Águila Blanca. Por último, y no menos importante, en 2007 el senado de Polonia presentó la candidatura de Irena Sendler al Premio Nobel de la Paz que finalmente fue concedido al norteamericano Al Gore.
Irena falleció en Varsovia (Polonia) el 12 de mayo de 2008 a los 98 años de edad.

## Producción
Pese a lo heroico de las acciones de Irena Sendler, una vez acabada la guerra su historia cayó prácticamente en el olvido hasta que en 1999 un grupo de estudiantes de instituto de Norman Conard en el suroeste de Kansas, Estados Unidos la redescubrieron gracias a su profesor de historia. Impresionados por esta mujer llevaron a cabo una campaña para que todo el mundo pudiera ser consciente de lo que había logrado, entre otras cosas se pusieron en contacto con ella y crearon una obra de teatro de estudiantes llamada Life in a Jar («La vida en un tarro»). Esta obra ha sido representada a lo largo de todo el país por distintos grupos de estudiantes extendiéndose incluso a Canadá y Europa, logrando darle fama mundial a Irena. Años más tarde, en 2005, la escritora Anna Mieszwoska escribió una biografía sobre Irena llamada La madre de los niños del Holocausto. 
Todo esto logró que el nombre de Irena Sendler fuera conocido y que llamara la atención de los productores de Hollywood. Durante unos años se habló de adaptar su historia a la gran pantalla pero en 2008 la CBS anunció que tenía en proyecto trasladar su historia a la televisión en una película que en principio se llamaría Miss Irena's children. En octubre se anunció el equipo artístico de la película y el 14 de noviembre se ese mismo año comenzó el rodaje en Riga, Letonia. La ciudad fue escogida por su casco antiguo al reunir mejores características que sus siete competidoras, además esta era la primera vez que una producción americana se trasladaba a rodar al país.
La película tuvo su preestreno el 15 de abril en Fort Scott (Kansas) ante más de 400 asistentes. Entre ellos se encontraba Renata Zajdman, una de los niños que Irena salvó, y Norm Conard, el profesor que guio a sus estudiantes para que «redescubrieran» a Irena y cofundador del Proyecto Live in a Jar. El estreno europeo de la película fue el 31 de agosto en Polonia en el marco del Festival de las Artes Solidarias, donde además las actrices Anna Paquin y Marcia Gay Harden y el director John Kent Harrison dejaron la huellas de sus manos en el Paseo de la Fama de Polonia.

## Aceptación
En su primera emisión, el 19 de abril de 2009, The Courageous Heart of Irena Sendler consiguió congregar a 9,8 millones de espectadores. Fue la película para televisión más vista de ese fin de semana y el segundo programa más visto de la noche del domingo, por detrás de Mujeres desesperadas.

## Premios y nominaciones

### Premios
- 2009 - Premios Emmy: Mejor maquillaje para una miniserie o película.

### Nominaciones
- 2009 - Premios Emmy: 
  - Mejor actriz secundaria en miniserie o película para Marcia Gay Harden.
  - Mejor edición de sonido para un miniserie, película o especial.
- 2009 - Satellite Awards: Mejor película hecha para televisión.
- 2010 - Globos de Oro: Mejor Actriz de Miniserie o Telefilme para Anna Paquin.[4]